# Porojście (gmina Podbrzezie)
Porojście (lit. Paraisčiai) – wieś na Litwie, w okręgu wileńskim, w rejonie wileńskim, w gminie Podbrzezie.

## Historia
W XIX i w początkach XX w. położone było w Rosji, w guberni wileńskiej, w powiecie wileńskim. Po I wojnie światowej pod administracją polską, w Zarządzie Cywilnym Ziem Wschodnich. W latach 1920–1922 w składzie Litwy Środkowej.
Od 11 kwietnia 1922 leżało w Polsce, w województwie wileńskim, w powiecie wileńsko-trockim, w gminie Podbrzezie. W 1931 miejscowość liczyła:
- wieś Porojście I – 50 mieszkańców, zamieszkałych w 9 budynkach,
- wieś Porojście II – 57 mieszkańców, zamieszkałych w 9 budynkach,
- zaścianek Porojście – 23 mieszkańców, zamieszkałych w 4 budynkach[2].

Po II wojnie światowej w granicach Związku Sowieckiego. Od 1991 na niepodległej Litwie.